# Basiliola pompholyx
Basiliola pompholyx är en armfotingsart som beskrevs av Dall 1920. Basiliola pompholyx ingår i släktet Basiliola och familjen Basiliolidae. Inga underarter finns listade i Catalogue of Life.